# Fabiana Gennari
Fabiana Cristina Gennari (Neuquén, 21 de marzo de 1969) es una ingeniera química, profesora e investigadora argentina.
Trabaja como investigadora principal del Consejo Nacional de Investigaciones Científicas y Técnicas de Argentina (CONICET) y de la Comisión Nacional de Energía Atómica. Es la jefa del Departamento de Fisicoquímica de Materiales de la Gerencia de Investigación Aplicada (GIA-CNEA). Fue la ganadora del premio L'Oréal-UNESCO a Mujeres en Ciencia en 2016 por el diseño y el desarrollo de materiales nanoestructurados para la producción y el almacenamiento de hidrógeno.

## Estudios
Concluyó sus estudios de Ingeniería Química en 1993, en la Universidad Nacional del Comahue. Con becas del CONICET y como lugar de trabajo en el Centro Atómico Bariloche, obtuvo el título de Doctora en Ingeniería, otorgado por la Universidad Nacional de La Plata en 1998.

## Ámbito científico
Realizó una estadía posdoctoral en el ICS UNIDO (International Center for Science and High Technology-United Nations Industrial Development Organization, Trieste, Italia) desde 1998 a 1999 y trabajos de investigación en el Centro de Excelencia de Materiales Nanoestructurados (Departamento de Química, Universidad de Trieste, Italia) durante 2003-2004.
Desde 2000 se incorporó como investigadora del CONICET al Departamento de Fisicoquímica de Materiales del Centro Atómico Bariloche. Ha realizado actividades docentes en la Universidad Nacional del Comahue y la Universidad Nacional de Cuyo (UNCuyo), siendo desde 2010 profesora de Química de Materiales en el Instituto Balseiro.
Lidera un grupo de investigación, integrado por investigadores, estudiantes de doctorados y personal técnico, que apuestan al desarrollo de energías alternativas con ayuda de la nanotecnología. Las líneas principales de trabajo están dirigidas al desarrollo de nuevos materiales y el diseño de procesos para producción y almacenamiento de energía, captura y conversión de dióxido de carbono, aplicaciones ambientales y catálisis.
Dirigió y codirigió varias tesis de doctorado y contribuyó con la formación de becarios posdoctorales, investigadores y numerosos pasantes de investigación. Ha concretado en colaboración más de cien publicaciones en revistas internacionales de alto impacto en el área y siete contratos de transferencia de Tecnología.

## Premios y menciones
En noviembre de 2016 recibió el Premio L'Oréal UNESCO para las Mujeres en Ciencia en colaboración con el CONICET. Su proyecto ganador, se titula: Producción y almacenamiento de energía limpia de manera sustentable, dentro del cual se desarrollan cuatro sublíneas de trabajo.
En 2023 fue distinguida por la Fundación Konex con el Diploma al Mérito por su trabajo en Energía y Sostenibilidad en la última década.